# Phare de San Telmo
Le Phare de San Telmo est un phare construit dans le Castillo de San Telmo à Almería, dans la Province d'Almería en Andalousie (Espagne). Il est classé comme Bien d'intérêt culturel de la province d'Almeria.
Il est géré par l'autorité portuaire d'Almería.

## Histoire
Le phare est une tour carrée blanche avec une bande noire, décorée sur un de ses murs avec le Indalo, symbole de la province d'Almeria. Il a été mis en service en 1976.
Il est construit dans l'ancien château de San Telmo qui date de 1772 et qui a été édifié comme fortification pour la défense du port. Cet ancien château, qui a été restauré au 19e siècle est situé au sommet d'un promontoire rocheux qui donne une vue imprenable sur la baie et le port d'Almeria.
Identifiant : ARLHS : SPA-064 ; ES-22360 - Amirauté : E0093 - NGA : 4452 .
|                       |
| Castillo de San Telmo |

|          |
| Le phare |

### Lien connexe
- Liste des phares d'Espagne